# 신추 쓰요시
신추 쓰요시(일본어: 新中 剛史, 1986년 11월 28일 ~ )는 일본의 전 축구 선수이다.

## 구단 경력
과거 파지아노 오카야마, 마쓰모토 야마가 FC, 가고시마 유나이티드 FC에서 활동하였다.